# Пеннс-Крік (Пенсільванія)
Пеннс-Крік (англ. Penns Creek) — переписна місцевість (CDP) в США, в окрузі Снайдер штату Пенсільванія. Населення — 694 особи (2020).

## Географія
Пеннс-Крік розташований за координатами 40°51′48″ пн. ш. 77°3′20″ зх. д. / 40.86333° пн. ш. 77.05556° зх. д. (40.863270, -77.055453).  За даними Бюро перепису населення США в 2010 році переписна місцевість мала площу 1,95 км², з яких 1,90 км² — суходіл та 0,05 км² — водойми.

## Демографія
Згідно з переписом 2010 року, у переписній місцевості мешкало 715 осіб у 221 домогосподарстві у складі 161 родини. Густота населення становила 367 осіб/км².  Було 237 помешкань (122/км²).
Расовий склад населення:
| - 97,5 % — білих - 1,3 % — чорних або афроамериканців - 0,1 % — вихідців з тихоокеанських островів - 0,1 % — корінних американців |

До двох чи більше рас належало 0,8 %. Частка іспаномовних становила 2,2 % від усіх жителів.
За віковим діапазоном населення розподілялося таким чином: 29,1 % — особи молодші 18 років, 59,4 % — особи у віці 18—64 років, 11,5 % — особи у віці 65 років та старші. Медіана віку мешканця становила 28,7 року. На 100 осіб жіночої статі у переписній місцевості припадало 93,8 чоловіків;  на 100 жінок у віці від 18 років та старших — 86,4 чоловіків також старших 18 років.
Середній дохід на одне домашнє господарство  становив 41 003 долари США (медіана — 34 931), а середній дохід на одну сім'ю — 38 187 доларів (медіана — 32 434). За межею бідності перебувало 10,7 % осіб, у тому числі 9,8 % дітей у віці до 18 років та 5,3 % осіб у віці 65 років та старших.
Цивільне працевлаштоване населення становило 329 осіб. Основні галузі зайнятості: освіта, охорона здоров'я та соціальна допомога — 24,6 %, виробництво — 21,6 %, будівництво — 15,8 %.